# Fikardu
Fikardu (gr. Φυκάρδου) – wieś w Republice Cypryjskiej, w dystrykcie Nikozja. W 2011 roku liczyła 15 mieszkańców.